# 自動化通訊協定列表
以下是工業自動化、智能建築及輸配電自動化會用到的通訊協定。

## 製程自動化通訊協定
- 基金會總線（FOUNDATION fieldbus）
- Profibus：由PROFIBUS國際組織所維護
- PROFINET IO
- CC-Link：由CLPA（CC-Link Partner Association）所維護
- 通用工業協定（Common Industrial Protocol，簡稱CIP）：是DeviceNet、CompoNet、ControlNet及EtherNet/IP共同的應用層協定。
- 控制區域網路（Control Area Network，簡稱CAN）：是許多通訊協定（如CANopen及DeviceNet）的底層協定。
- ControlNet：一種CIP的實現方式，由艾伦-布拉德利公司（Allen-Bradley）公司所設計。
- DeviceNet：一種CIP的實現方式，由Allen-Bradley公司所設計。
- EtherNet/IP：IP代表工業通訊協定（Industrial Protocol），是一種CIP的實現方式，由洛克威爾自動化公司所設計。
- Ethernet Powerlink：是一種開放式的通訊協定，由Ethernet POWERLINK標準組織（Ethernet POWERLINK Standardization Group，簡稱EPSG）維護。
- EtherCAT：是德國的Beckhoff公司推動的乙太網通訊協定。
- Interbus：是菲尼克斯电气開發的串列通訊協定，目前已是PROFINET IO的一部份。
- HART Protocol
- Modbus RTU或Modbus ASCII
- Modbus/TCP
- Modbus Plus
- Modbus PEMEX
- EGD (Ethernet Global Data)：為GE Fanuc（英语：GE Intelligent Platforms）為PLC開發的通訊協定。
- FINS（英语：FINS）：歐姆龍（Omron）開發，可以在包括乙太網的幾種網路上使用的通訊協定。
- Host Link：歐姆龍開發的串列通訊協定。
- MECHATROLINK：由安川電機開發的開放式通訊協定。
- MelsecNet/10：三菱電機支援的通訊協定。
- SERCOS介面（英语：SERCOS interface）：運動控制及輸入輸出的硬即時開放式通訊協定。
- SERCOS III（英语：SERCOS III）SERCOS介面的乙太網版本。
- Sinec H1（英语：Sinec H1）：西門子公司支持的通訊協定
- PieP：一個開放式的網路協定
- BSAP (Bristol Standard Asynchronous Protocol)：由Bristol Babcock Inc發展的通訊協定。
- Symotion（英语：Symotion）：基于以太网的实时运动控制总线。

## 工業控制系統通訊協定
- MTConnect（英语：MTConnect）
- 开放平台通信（OPC）
- OPC UA
- OMG DDS（英语：Data Distribution Service）

## 智能建築通訊協定
- 1-Wire：達拉斯半導體（Maxim子公司）的專利技術
- BACnet：由美國冷凍空調協會（英语：ASHRAE）設計的智能建築通訊協定。
- C-Bus（英语：C-Bus (protocol)）
- CC-Link
- 數位可定址照明介面協定，（Digital Addressable Lighting Interface，簡稱DALI）
- DSI（Digital Signal Interface）
- Dynet
- Idranet：來自Idratek
- KNX（英语：KNX (standard)）
- LonTalk：由埃施朗公司的LonWorks技術所使用的通訊協定
- Modbus RTU或Modbus ASCII
- Modbus/TCP
- oBIX（英语：oBIX）
- xAP（xAP Home Automation protocol）：開放式的協定
- ZigBee：開放式的無線通訊協定

## 輸配電通訊協定
- IEC 61850（英语：IEC 61850）
- IEC 60870-5-101（英语：IEC 60870-5-101）
- IEC 60870-5-104（英语：IEC 60870-5-104）
- DNP3（英语：DNP3）：分散式網路協定
- IEC 60870-5-103
- Modbus RTU或Modbus ASCII

## 車用通訊協定及網路
- LIN（Local Interconnect Network）：成本非常低的車內小型網路。
- 控制器區域網路（CAN）：低成本低速的串列網路，提供車輛中元件的互操控性。
- J1939（英语：J1939）及ISO11783（英语：ISO11783）：一種CAN的變種，適用在農業車輛及商用車輛。
- FlexRay（英语：FlexRay）：通用的高速通訊協定，具有安全關鍵（safety-critical）的特質。
- 媒體導向系統傳輸（MOST）：高速的多媒體介面。
- KWP2000（KWP2000）：車輛設備診斷用的協定，可以在串列線或CAN上運作
- 车辆区域网（英语：Vehicle Area Network）（VAN）
- IDB-1394（英语：IDB-1394）
- SMARTwireX
- J1708：以RS-485為基礎的SAE標準，可以用在農業車輛、商用車輛及重機械。

## 參照
- 串列通訊
- 網路通訊協定列表（英语：list of network protocols）
- 車用網路（英语：vehicle bus）
- 通訊協定轉換器（英语：Protocol converter）

## 外部連結
- ProSoft Technology - Automation Connectivity Solutions （页面存档备份，存于）
- Kepware Technologies - Communications for Automation （页面存档备份，存于）
- Implementation of automation protocols in MORSE system （页面存档备份，存于）
- SCADA/MHI with built-in automation protocols （页面存档备份，存于）
- Modbus-IDA site （页面存档备份，存于）
- Schneider Automation site
- MBX Driver Suite - The global standard Modbus, Modbus Plus, Modbus/TCP communication software from Cyberlogic and Schneider Electric （页面存档备份，存于）
- NovaTech Orion Automation Platform and Protocol Converter.
- Open Modbus/TCP Specification
- ODVA--The organization responsible for DeviceNet, ControlNet, and EtherNet/IP （页面存档备份，存于）
- PROFIBUS & PROFINET International--the organization responsible for PROFIBUS and PROFINET （页面存档备份，存于）
- EGD protocol specification, dead link
- EGD source code, dead link
- See how EGD works, dead link
- Networks supported by Mitsubishi Electric （页面存档备份，存于）
- OPC Foundation （页面存档备份，存于）
- SERCOS North America （页面存档备份，存于）
- SERCOS International e.V.
- PieP Project Site @ Source Forge （页面存档备份，存于）
- Symotion  - Real-time Fielbus for motion control bus （页面存档备份，存于）

EtherNet/IP上的免費軟體（Unconnected explicit messaging）
- CELL--CIP/Ethernet Library for Linux (now maintained by LSN-US)
- Older free GNU LGPL version download of CELL[永久]
- TuxPLC, domain is unregistered now
- List Building Automation

Modbus、Modbus Plus及Modbus/TCP上的免費軟體
- Cyberlogic DevNet - Free Modbus, Modbus Plus, Modbus/TCP software （页面存档备份，存于）